# Ато Ариба (Порторико)
Ато Ариба (шп. Hato Arriba) град је у америчкој острвској територији Порторико, острвској држави Кариба.

## Демографија
По попису из 2010. године број становника је 676, што је 56 (-7,7%) становника мање него 2000. године.
| Група             | 2000.       | 2010.       |
| Белци             | 2 (0,3%)    | 2 (0,3%)    |
| Афроамериканци    | 14 (1,9%)   | 14 (2,1%)   |
| Азијати           | 0 (0,0%)    | 0 (0,0%)    |
| Хиспаноамериканци | 730 (99,7%) | 674 (99,7%) |
| Укупно            | 732         | 676         |